# سیارک ۶۹۸۰
سیارک ۶۹۸۰ (به انگلیسی: 6980 Kyusakamoto، نامگذاری:1993SV1) شش هزار و نهصد و هشتادمین سیارک کشف شده‌است که در ۱۶ سپتامبر ۱۹۹۳ کشف شد.
قدر مطلق سیارک برابر ۱۲٫۲۰ است.